# Пак, Виктор Николаевич
Виктор Николаевич Пак (узб. Viktor Nikolaevich Pak; род. 26 декабря 1958 года, Бекабадский район, Ташкентская область, УзССР, СССР) — узбекский инженер, депутат Законодательной палаты Олий Мажлиса Республики Узбекистан III и IV созыва. Член Либерально-демократической партии Узбекистана.

## Биография
В 1985 году закончил Джамбулский гидромелиоративно-строительный институт, получив высшее образование по специальности инженер-механик.
Свою трудовую деятельность Виктор Николаевич начал в 1979 году, работая техником машиностроительного завода города Наманган. В 1988—1997 годах он занимал должность главного инженера, а затем главного технолога объединения «Электротерм». В 1997—2012 годах был руководителем строительной компании ООО «KARDISE». С 2012 по 2014 год председатель Корейского национально-культурного центра Узбекистана.
В 2015 году избран в Законодательную палату Олий Мажлиса Республики Узбекистан III созыва, а также назначен на должность члена Комитета по международным связям и межпарламентским отношениям Законодательной палаты Олий Мажлиса Республики Узбекистан. В 2020 году вновь избран в Законодательную палату Олий Мажлиса Республики Узбекистан.

## Награды
- Орден «За бескорыстную службу» (30 июля 2021 года) — за достойный вклад в укрепление межнациональной дружбы и согласия в стране, утверждение в обществе атмосферы толерантности, доброты и взаимопонимания между представителями разных наций и народностей, большие заслуги в сохранении и развитии самобытных национальных культур, обычаев и традиций, выведении на новый уровень двусторонних взаимовыгодных отношений и культурно-гуманитарных связей с зарубежными странами, широкой пропаганде миролюбивой и гуманной политики государства в международном масштабе, а также за образцовую деятельность по воспитанию молодого поколения в духе любви и преданности Родине, уважения к национальным и общечеловеческим ценностям и активное участие в жизни общества[4].
- В 2014 году был награждён орденом «Дустлик».